# دانلود اکسلریتور پلاس
دانلود اکسلریتور پلاس (که با نام دی‌ای‌پی (دپ) نیز شناخته می‌شود) یک نرم‌افزار مدیریت دانلود متن‌بسته برای ویندوز است.

## ویژگی‌ها
طبق گفتهٔ اسپیدبیت، دانلود اکسلریتور پلاس هم‌اکنون 170 میلیون کاربر در سراسر جهان دارد. یک نسخهٔ رایگان و یک نسخهٔ پولی برای برنامه موجود است. چند ویژگی مانند تسریع و زمان‌بندی دانلودها استفاده از آیینه‌ها و قطع و وصل خودکار اتصال به اینترنت و خاموش کردن خودکار رایانه در برنامه وجود دارد. دپ هم‌چنین به کاربرش اجازهٔ پویش خودکار فایل‌ها برای ویروس‌ها توسط نرم‌افزارهای ضد ویروس (مثل آنتی‌ویروس نورتون، مک‌آفی یا اوست یا ای‌وی‌جی) که روی سیستم‌عامل نصب باشند می‌دهد. البته ممکن است همهٔ آن‌ها سازگاری کامل با این مورد نداشته باشند. با اینترنت اکسپلورر، فایرفاکس، نت‌اسکیپ و اپرا هم هماهنگی دارد. هنگام اتمام دانلودها پنجره‌ای در منطقهٔ اعلان با گزینه‌های "گشودن/اجرا" (Open/Play) نمایش داده می‌شود. برای سایت‌ها می‌توان از مدیر گذرواژه‌هایش استفاده کرد.
همچنین مینوان فایل های ویدویی را به صورت پیش نمایش دید(preview)وفایل های درون زیپ رابه صورت جداگانه دانلود کرد.